# O vražji volni
O vražji volni je ljudska pravljica. Izdana je bila v zbirki Slovenske pravljice, ki je izšla leta 2002 pri založbi Nova revija, Ljubljana. Pravljice je zbrala in uredila Jana Unuk, spremno besedo je napisal Niko Grafenauer, za ilustracije pa je poskrbel Rudi Skočir.

## Vsebina
Bogat grof je želel hčeri zagotoviti najboljšega moža. Nekega dne je zato odrl miš, njegovo početje pa je opazil hlapec. Grof je postavil vsem snubcem vprašanje, kateri živali pripada koža. Nihče ni vedel odgovora, le hlapec. Toda grofu ni bilo všeč, da bi se hčerka poročila s hlapcem, zato mu je dal še eno nalogo: prinesti mora pet centov vražje volne. Hlapec je nalogo vzel resno in se odpravil na pot, da bi našel kraj, kjer prebiva vrag. Po poti je vsako noč prespal pri drugih dobrih ljudeh, ki so mu ponudili prenočišče in ga nato prosili, da vraga še vpraša, kakšna je rešitev za njihove težave: prvi so želeli, da bi njihova jablana spet cvetela, drugi so želeli, da bi bil njihov studenec spet poln vode, in tretji, da bi neka žena po sedmih letih zopet spregovorila. Nato je prišel do reke, čez katero je duša nosila ljudi že sedem let. Tudi ona ga je prosila za pomoč. Ko je četrti večer potrkal na vrata hiše, mu je nasproti prišla žena in mu povedala, da je prispel do vraga, ona pa je njegova dekla. Hlapec je bil srečen, ker je končno dobil, kar je iskal. Dekli je povedal vse, kar se mu je primerilo na poti, in tudi to, zakaj je prišel. Napravila sta načrt: hlapec se bo zvečer skril pod vragovo posteljo in poslušal, dekla pa bo vragu odtrgala pet centov volne in ga vmes spraševala, kaj naj storijo ljudje, ki so v težavah, nazadnje pa še, kaj mora ona storiti, da se reši njegove sužnosti. Načrt se jima je posrečil. Dekla je uspela odtrgati pet centov vražje volne in izvedeti, kakšne so rešitve za ljudi v težavah: mutasta žena naj izpod praga odkoplje Sveto Rešnje Telo in spet bo spregovorila, iz studenca morajo ljudje vzeto zlato kladivo, pa bo zopet poln vode, pod jablano pa leži velikanska kača, ki jo morajo ubiti, da bo jablana spet cvetela kot nekoč. Rešitev za dušo na reki pa je, naj pusti človeka sredi vode, ko se bo vračal iz pekla, in rešena bo. In ko se bo vse to zgodilo, bo tudi dekla rešena iz vragove sužnosti. Zjutraj se je hlapec z volno odpravil proti domu. Dekla mu je dala še tri svinjske mehurje, da bo lahko priplaval do brega, ko ga bo duša na polovici odložila. Tako se je res zgodilo. Odpravil se je naprej in dobrim ljudem, ki so mu prej ponudili prenočišče, povedal, kakšna je njihova rešitev. Vesel je pripotoval do doma. Grof ga je zagledal že od daleč in se skril v omaro v hlapčevi sobi, ostalim pa naročil naj mu povejo, da poroke še ne bo, ker grofa ni doma. Hlapec je stopil v sobo in utrujen od dolge poti vrgel volno in denar, ki ga je za plačilo dobil od dobrih ljudi v stiski, na omaro. Omara se je zdrobila in denar je pomečkal pod seboj hudobnega grofa. Še isti dan se je pričelo ženitovanje, ki se ga je udeležila tudi odrešena vražja dekla. Vsem je povedala, kako sta s hlapcem ukanila vraga, ženin pa jo je iz hvaležnosti obdržal pri hiši.

## Interpretacija
- Književne osebe:
  - glavna oseba: hlapec;
  - stranske osebe: grof, grofova hčerka, vrag, vragova dekla, dobri ljudje, ki jih hlapec sreča po poti, duša
- Književni prostor: grofovo domovanje, pot od grofa do vraga
- Književni čas: hlapčevo popotovanje traja približno en teden
- Pripovedovalec: tretjeosebni
- Motivi: pametni hlapec, hudobni grof, poroka grofove hčerke
- Tematika: hlapčevo iskanje vraga, iskanje rešitve za poroko z grofovo hčerko.
- Sporočilo pravljice: dobro zmaga nad zlim, dobrota se povrne

Značilnosti ljudskega slovstva v pravljici
- ljudska števila
- ponavljanje
- anonimnost
- ustno izročilo
- osebe brez imen
- ukrasni pridevki
- čudežna bitja
- čudežna dejanja

## Analiza pravljice po Brunu Bettelheimu
V pravljicah sta vedno prisotna dobro in zlo, vendar pravljični liki niso dobri in hudobni hkrati, kot smo to ljudje, temveč so le dobri ali pa le zelo hudobni. Tako je v pravljici O vražji volni hlapec dober, grof pa hudoben. Prikaz obeh značajskih skrajnosti omogoča otroku, da zlahka dojame razliko med njima in vidi, da so si ljudje med seboj različni in da se mora odločiti, kakšen bi rad bil on sam.
Pravljice prav tako sporočajo, da je kljub težavam vsakomur dosegljivo prijetno, uspešno življenje. Toda samo, če se ne izmika tveganim bojem. Otroku pravljice obljubljajo, da mu bodo, če si bo upal podati na to strašno in naporno iskanje, priskočile na pomoč naklonjene sile, in mu bo zato uspelo. Hkrati pa tudi svarijo, da so tisti, ki so preveč strahopetni in ozkosrčni, da bi se podajali v nevarnost, obsojeni na dolgočasno životarjenje, če jih ne doleti še kaj hujšega. Hlapec je torej moral tvegati, če se je želel poročiti z grofovo hčerko. Ko se je pogumno podal na pot, poiskal pekel in vraga, je s tem rešil tudi druge, ki so imeli težave.